# Montreuil-des-Landes
Montreuil-des-Landes (en bretó Mousterel-al-Lann, en gal·ló Montroelh-dez-Laundd) és un municipi francès, situat a la regió de Bretanya, al departament d'Ille i Vilaine. L'any 2006 tenia 204 habitants.

## Demografia
| 1962                                       | 1968 | 1975 | 1982 | 1990 | 1999 |
| ------------------------------------------ | ---- | ---- | ---- | ---- | ---- |
| 233                                        | 255  | 242  | 234  | 198  | 184  |
| Des de 1962: població sense dobles comptes |      |      |      |      |      |

## Administració
| Període   | Identitat     | Partit |
| --------- | ------------- | ------ |
| 1971-2008 | André Benoist |        |
| 2008-     | Aline Goupil  |        |